# 徳島県立阿波農業高等学校
徳島県立阿波農業高等学校（とくしまけんりつあわのうぎょうこうとうがっこう）は、かつて徳島県阿波市土成町成当に所在した公立の農業高等学校。

## 設置学科
- 農業科学科 
  - 農業生産系列
  - 環境技術系列
  - 食品技術系列
- 園芸科学科 
  - 園芸生産系列
  - 生物活用系列

## 沿革
- 1945年11月19日 徳島県立名西高等女学校阿波分校設置する
- 1946年3月30日 徳島県立阿波高等女学校を設置する
- 1948年4月1日 学制改革により徳島県阿波第二高等学校となる
- 1949年4月1日 徳島県阿波第一高等学校、徳島県阿波第二高等学校を統合し、柿島高等学校となる
- 1951年4月1日 徳島県立阿北高等学校（定時制）となり、普通課程・農業課程・家庭課程を設置する
- 1956年4月1日 全日制高等学校に移管し，園芸課程・被服課程を設置する
- 1982年4月1日 園芸科の募集を停止し農業科を設置する
- 1991年4月1日 農業科・家政科の募集を停止し、生活経営科・生物生産科・生物工学科を設置する
- 1998年4月1日 徳島県立阿波農業高等学校に改称し、生活経営科・生物生産科・生物工学科を募集停止し、農業科学類を設置する
- 2004年4月1日 農業科学類を募集停止し、農業科学科・園芸科学科を設置
- 2012年4月1日 徳島県立鴨島商業高等学校と統合し、徳島県立吉野川高等学校へ改組される。農業科の実習には本校の実習施設及び実習地が使用されている。